# سيريل أوسوليفان
سيريل أوسوليفان (بالإنجليزية: Cyril O'Sullivan)‏ (22 فبراير 1920 - 1 مارس 2003) هو لاعب كرة قدم بريطاني (وحمل سابقاً جنسية المملكة المتحدة لبريطانيا العظمى وأيرلندا) في مركز حراسة المرمى. لعب مع نادي ريدنغ.